# もっさん.
もっさん.（Mott-Sun、1993年5月 - ）は、日本のクロースアップ・マジシャン。コインマジックを中心とする演技で知られ、国内外のマジック大会で受賞歴を持つ。  

## 経歴
- 2011年、若手マジシャンの登竜門「Challenger’s Live 2011」で最年少の17歳で優勝、特別賞・ピープルチョイス賞も同時受賞[2]。
- 2012年、DVD作品『Monster』を発表。『Genii』『Linking Ring』『MAGIC』誌で高評価を得る。フレンチドロップの「年間売れ筋ランキング2012」DVD部門第1位[2]。
- 2014年、「FISM ASIA 2014」で第2位。2015年「FISM世界大会」に日本代表として出場し世界第5位[2]。
- 2022年、「The Japan Cup 2022」にて「ベスト・クロースアップ・マジシャン」を受賞[1]。
- 2020年代、『The Monster of the Secret Art』（307頁）を出版。

## メディア出演
- 日本テレビ『人生が変わる1分間の深イイ話』[3]
- 日本テレビ『スクール革命!』（2025年4月13日）[4]
- フジテレビ『ぽかぽか』（2025年8月12日）[4]